# Керими, Сиявуш Ашраф оглы
Керими Сиявуш Ашраф оглы (азерб. Siyavuş Əşrəf oğlu Kərimi; род. 9 ноября 1954, Баку) — азербайджанский композитор. Народный артист Азербайджана (2005), профессор. Ректор Азербайджанской национальной консерватории (2001—2024).

## Биография
Сиявуш Керими родился 9 ноября 1954 года в Баку. В 1969 году окончил среднюю школу № 159 города Баку. 
В 1972 году окончил класс тара средней специальной музыкальной школы им. Бюльбюля. Был учеником мастера-музыканта Ахсана Дадашева.  
В 1977 году окончил Азербайджанскую государственную консерваторию им. У. Гаджибейли. 
С 1979 года — солист оркестра Государственного театра песни им. Рашида Бейбутова, участник группы «Азконцерт», группы «Ашыглар», эстрадно-фолк-ансамбля «Дженги», эстрадно-симфонического оркестра Азербайджанского телевидения и радио «Азербайджанфильм» имени Дж. Джаббарлы. 
Являлся художественным руководителем музыкальной студии им. Рафика Бабаева киностудии «Азербайджанфильм». В эти годы близко подружился с народным артистом Рафиком Бабаевым, с которым работал, и находился под влиянием его музыки.
Ректор Азербайджанской национальной консерватории (10 августа 2001 — 27 ноября 2024).
Профессор кафедры истории и теории национальный музыки Азербайджанской национальной консерватории.
Член президиума Союза театральных деятелей Азербайджана.
С. Керими известен как автор многих международных проектов по истории современной музыки Азербайджана. Под его руководством были реализованы музыкальные проекты Азербайджан - Норвегия в 1997 году и Азербайджан - Южная Америка в 2002 году. 
Является автором музыки к 9 сериалам, фильму «Гейдар Алиев», 2 анимационным фильмам, 10 театральным спектаклям. 
В 2003 году был удостоен премии «Золотой Дервиш» за музыку, написанную им к спектаклю «Гамлет», поставленному в Академическом национальном драматическом театре.
Является соавтором учебника «Музыкальная школа» и составителем двухтомного сборника «Азербайджанские народные песни».
C 8 февраля 2010 года является членом государственной комиссии по присуждению государственных наград в области культуры.

## Фильмография
Автор музыки к кинофильмам:
1. «Гаравелли[азерб.]» (1989)
2. «Девушка-свидетель[азерб.]» (1990)
3. «Гаравелли-2[азерб.]» (1992)
4. «Последняя битва[азерб.]» (1996)
5. «Рабочий[азерб.]» (1996)
6. «Все к лучшему» (1997)
7. «Жизнь и судьба» (1998)
8. «Сары Гялин» (1998)
9. «Семья» (1998) (роль: Теймур)
10. «Наша печаль… Наша гордость…[азерб.]» (1998)
11. «Хасан Аблуж» (1999)
12. «Сон» (2001)
13. «Чародейка[азерб.]» (2002)
14. «Дороги, которые никогда не пересекаются» (2002)
15. «Последнее желание» (2003)
16. «Заложник[азерб.]» (2005)
17. «Мешади Ибад 94[азерб.]» (2005)
18. «Прощай, Южный город[азерб.]» (2006)
19. «Мы вернемся[азерб.]» (2007)
20. «Мы вернемся» (ТВ-шоу, 2007) (II)
21. «Поверьте мне!» (2007)
22. «Вчера пришло внезапно[азерб.]» (2009)
23. «Бесконечная печаль[азерб.]» (2009)
24. «Бегство в Стамбул[азерб.]» (2010)
25. «Глазами призрака[азерб.]» (2010)
26. «Божественное существо[азерб.]» (2011)
27. «Гейдар Алиев» (1999—2013)
28. «Записки дервиша[азерб.]» (2013)
29. «Баку, я люблю тебя[азерб.]» (2015)
30. «Жизнь. Самандар Рзаев[азерб.]» (2015)

## Награды
- Заслуженный деятель искусств Азербайджана (25 мая 1998, за заслуги в развитии азербайджанской культуры)[12]
- Народный артист Азербайджана (16 сентября 2005, за заслуги в развитии азербайджанской культуры)[13]
- Орден «Слава» (7 ноября 2014, за плодотворную деятельность в области музыкального образования в Азербайджанской Республике)[14][15]
- Орден «Честь» (30 декабря 2020, по случаю 20-летия Азербайджанской национальной консерватории и за заслуги в развитии национального музыкального образования в Азербайджане)[16][17]
- Премия «Зирвя» (2013)[18] (Шестая церемония награждения была приурочена к 140-летию со дня создания в Азербайджане профессионального национального театра)
- Персональная пенсия Президента Азербайджанской Республики (7 ноября 2024, за заслуги в развитии музыкальной культуры Азербайджана)[19]